# Junior (Virgínia Ocidental)
Junior é uma cidade  localizada no estado norte-americano de Virgínia Ocidental, no Condado de Barbour.

## Demografia
Segundo o censo norte-americano de 2000, a sua população era de 450 habitantes.
Em 2006, foi estimada uma população de 448, um decréscimo de 2 (-0.4%).

## Geografia
De acordo com o United States Census Bureau tem uma área de
0,9 km², dos quais 0,8 km² cobertos por terra e 0,1 km² cobertos por água. Junior localiza-se a aproximadamente 532 m acima do nível do mar.

## Localidades na vizinhança
O diagrama seguinte representa as localidades num raio de 16 km ao redor de Junior.